# Zalipais benthicola
Zalipais benthicola is een slakkensoort uit de familie van de Skeneidae. De wetenschappelijke naam van de soort is voor het eerst geldig gepubliceerd in 1927 door Powell.